# Poqomam (etnia)
Poqomam es una etnia de origen maya de Guatemala y El Salvador. Su idioma indígena es también llamada poqomam y está estrechamente relacionado con el idioma poqomchí. Actualmente los poqomames se encuentran en Chinautla (departamento de Guatemala), Palin (Escuintla), y en San Luis Jilotepeque (Jalapa ).Se trata de una comunidad que cuenta con aproximadamente 46 515 hablantes en toda Guatemala.

Pueblos indígenas que habitaban el territorio salvadoreño en tiempos de la conquista: 1. Nahuas pipiles, 2. Potones o Lencas salvadoreñas, 3. Kakawiras o Cacaoperas, 4. Xincas, 5. Mayas Chortis, 6. Mayas Pokomames, 7. Chorotegas.

## Historia temprana de los Poqomanes
El grupo Poqomam, de procedencia desconocida y del cual descienden directamente los actuales poqomames, originalmente habitaban la región que se extiende desde las tierras altas de Guatemala hasta la costa de El Salvador. Con el tiempo, esta etnia eventualmente se tendió a dividir en dos grandes grupos: los Poqomames y los Poqomchí.
Los Poqomchí se asentaron en la parte norte de esta región en Guatemala, mientras que el grupo Poqomam vivió en la parte central, al sureste de Guatemala. Aquellos poqomames que avanzaron más al este, a los territorios del actual El Salvador, fueron en gran medida desplazados por las inmigraciones de los pipiles en el siglo XI. 

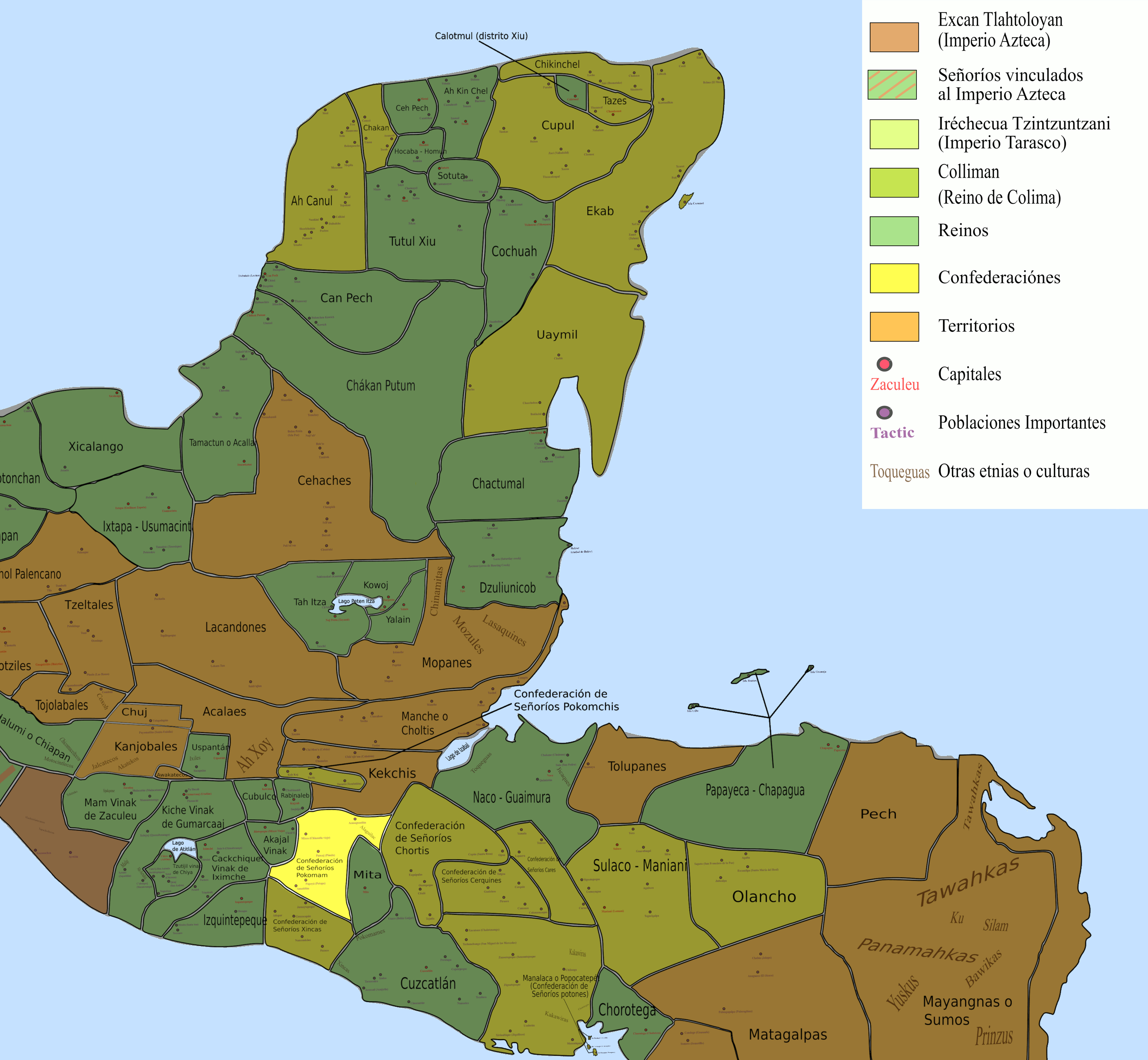
En amarillo fuerte, límites aproximados de la Confederación Poqomam antes de la conquista española, allá por el año 1520.

Las aldeas hechas por estas gentes fueron construidas basándose en materiales rudimentarios. Para las paredes se utilizó caña o adobe, mientras que los techos se cubrían con paja. La economía de los poqomanes se basa en la producción de milpa, carbón y cerámicas, siendo la tinaja de arcilla su producto más destacado.
Para el siglo XV, la etnia poqomam había logrado unificarse en una confederación de aldeas en torno a la gran ciudad de Chinautla Viejo, pero por el año 1470 cayó bajo el control del vecino reino Kiché con la ayuda de sus vasallos del reino Kaqchikel de Iximche, el cual se encontraba en expansión.
Eventualmente, con la decadencia de los Kichés, fueron capaces de restablecer la autonomía política, pero fue de corta duración. A principios del siglo XVI, los españoles comenzaron a avanzar por la región, conquistando a los dispersos cacicazgos poqomames. Durante el período colonial, las enfermedades europeas a las que los poqomames estuvieron expuestos y la guerra redujeron la población. La reubicación en asentamientos misioneros y las políticas guatemaltecas que prohibieron las tierras comunales forzaron al poqomam a parcelas cada vez más pequeñas. También tuvieron grandes cambios durante la época colonial e independentista tales como la reducción de población y un gran sufrimiento en la economía.